# 曹煊一
曹煊一（1982年9月4日—），出生于中國吉林省吉林市。毕业于吉林大学文学院播音主持艺术专业、共產黨員，進入央視並在《央视论坛》、《360度》栏目组工作，2008年起担任央視國際頻道访谈主持人，央视网奥运特别網站節目主持人、《法律在线》網路節目主持人，之後成為防務新觀察副主持人至2012年。
2016、2017年春节连续两年搭档主持人文静、撒贝宁、高博主持7小时不间断網路直播节目《@春晚》。
2017年起擔任央視社會與法頻道的《鹰眼》《律師來了》《全網追踪》等節目主持人。